# L'Archange Raphaël et Tobie (Pollaiuolo)
L'Archange Raphaël et Tobie (en italien : Arcangelo Raffaele e Tobiolo) est une peinture à l'huile sur bois (188 × 119 cm) attribuée à Piero del Pollaiolo (ou Pollaiuolo), datable entre 1465 et 1470 et conservée à la galerie Sabauda de Turin. 

## Histoire
Vasari rappelle que cette œuvre s'est trouvée accrochée à un pilastre de l'église florentine d'Orsanmichele, même s'il la décrit de manière erronée comme « huile sur toile ». 
Elle a été retrouvée par Gaetano Milanesi au palazzo Tolomei de la via Ginori à Florence et a été achetée en 1865 par le baron Hector de Garriod pour la galerie Sabauda de Turin, où elle se trouve toujours exposée.

## Description
Dans le Livre de Tobie, l'ange Raphaël (défini comme archange par les textes apocryphes), accompagne le jeune Tobie dans un long voyage afin de recouvrer une dette due à son père de dix talents d'argent contractée dix ans auparavant. Raphaël indique au garçon un chemin plus sûr et le sauve du danger plus d'une fois, sans lui dire qu'il est un ange, révélation qu'il ne lui fait qu'à la fin. 
Raphaël est représenté à gauche alors qu'il chemine bras dessus bras dessous avec Tobie qui se laisse guider avec confiance. Il s'est déjà révélé comme ange au garçon si bien qu'il est représenté avec les ailes déployées. Tobie est représenté avec réalisme comme un adolescent blond élégamment vêtu d'une tunique courte, un manteau rouge et coiffé d'un chapeau de voyage. Il tient à la main le poisson que l'ange lui a dit de pêcher dans le Tigre, afin de lui enlever les viscères pour en faire un antidote contre la cécité du père de Tobie à son retour de voyage. 
La tunique rouge et le manteau brun que porte l'ange sont peints avec des lignes rompues, presque comme des fractures, avec un clair obscur donnant une impression de nervosité, qui est typique de l'art des frères Pollaiolo. Un petit chien blanc gambade devant l'ange, rappelant que dans le récit biblique il voulait suivre Tobie dans son voyage. 
Le paysage dans le fond dont on distingue un fleuve (le Tigre) est peint avec force détails jusque dans le lointain brumeux.